# Michel Foucault, le philosophe et le poisson rouge
 (juillet 2024).
Pour plus de détails, voir Fiche technique et Distribution.
Michel Foucault, le philosophe et le poisson rouge est un documentaire français.
A l'occasion des 40 ans de la mort de Michel Foucault le 25 juin 1984 des suites du sida, le documentaire évoque la vie et l’œuvre du philosophe. Le film a pour caractéristique d'être en partie composé de courtes scènes d'animation.

## Fiche technique[2]
- Réalisation : Lise Baron
- Production : Maël Mainguy et Morgane Carriou
- Société de production : Les Nouveaux Jours Productions et France Télévisions
- Société de distribution : France Télévisions
- Monteur : Aurélien Bonnet[3]
- Genre : documentaire
- Durée : 54 minutes 01 (0h54)
- Date de sortie : 25 juin 2024